# Заря (Кемеровский район)
Заря́ — деревня в Кемеровском районе Кемеровской области. Входит в состав Ягуновского сельского поселения.

## География
Центральная часть населённого пункта расположена на высоте 242 метров над уровнем моря.

## Население
По данным Всероссийской переписи населения 2010 года, в деревне Заря проживает 89 человек (41 мужчина, 48 женщин).